# Радио Балтика
«Ра́дио Ба́лтика» — первая независимая радиостанция Санкт-Петербурга, вещавшая на частотах 747 и 684 кГц, 71.24 УКВ и 104,8 МГц в Санкт-Петербурге и 105,5 МГц в Выборге. Радио «Балтика» вещало также в Москве (на 3 кнопке проводного радио с 20:05 до 21:00) и Рязани (73.13 и 106.7).

## История
В 1990 году «Радио Балтика» стало первой частной радиостанцией с российским капиталом. Вещание началось годом позже в диапазоне средних волн. В запуске участвовали заместитель директора петербургского агентства «ИМА-пресс» Олег Руднов (стал гендиректором) и сотрудником Александр Дыбаль — коммерческим директором новой станции. Радиостанция с самого начала поддерживала администрацию Анатолия Собчака, однако публицистические и информационные программы на «Балтике» всегда давались в меньшем объёме, чем развлекательно-музыкальные. В первые годы своего существования радиостанция была одной из самых популярных в городе, но постепенно сдала позиции. Сначала в эфире звучала и англоязычная, и российская музыка, однако уже в 1995 году «Балтика» переориентировалась только на русскоязычную музыку.
В 1998 году радиостанция занимала первое место по рейтингам, обходя оставшихся 16 конкурентов.
Приехавший в феврале 2000 года на похороны Анатолия Собчака Владимир Путин первое интервью в качестве исполняющего обязанности президента России из петербургских медиа дал «Радио Балтика» Он же в качестве премьер-министра поздравил радиостанцию с 20-летием, поздравление было зачитан полномочным представителем президента РФ в Северо-Западном федеральном округе Ильёй Клебановым, сотрудникам информационной редакции в её «золотые» годы вручили фотографию Владимира Путина во время посещения редакции с его автографом.
По состоянию на 2004 год радиостанция имела аудиторию в 6 % (13-место в Петербурге).
12 октября 2015 года «Радио Балтика» было переформатировано в информационную радиостанцию. Фокус обновленного эфира — оперативная городская повестка, актуальная для активного жителя Петербурга в возрасте 25—45 лет.
Основу вещания «Радио Балтика» составляли городские новости, репортажи, сводки погоды, информация о ситуации на дорогах, а также главные федеральные и международные события.
В 2010-х годах станция делила помещения и штат с входящей в общий медиахолдинг «Невой FM».

### Переформатирование и закрытие
В январе 2015 года «Балтийская медиа-группа» после смерти Олега Руднова перешла под управление главы холдинга News Media Арама Габрелянова. Новое руководство почти сразу объявило о планах переформатирования «100 ТВ» и радио «Балтика» в СМИ, ориентированные в первую очередь на новостные программы. Если телеканал в итоге перенял у LifeNews и форму, и название, став LifeNews 78, то «Балтика» поменяла содержание: на радиостанцию перешла петербургская команда «Русской службы новостей», на волне которой в Петербурге стал транслироваться федеральный эфир Life Звук. В летние месяцы радио «Балтика» ушло в «спящий режим» с музыкой, с 1 июля ведущие, большая часть информационной редакции, музыкальная редакция, сотрудники технического и рекламного отделов и административный персонал покинули «Балтику», оставшимся сотрудникам на редакционном собрании 20 июля предложили уволиться «по собственному желанию» и перейти в РСН. На посту главного редактора Алексея Мосина в августе сменил Антон Толстов из «Русской службы новостей» в Петербурге, и «Балтика» переехала с Каменноостровского проспекта в здание LifeNews на Петроградской набережной (бывшая редакция «100 ТВ»). Туда же переместились и оставшиеся сотрудники бывшего информагентства «БалтИнфо».
В июле 2016 года Габрелянов заявил, что радиостанции пока не будут грозить масштабные перемены, какие происходили в то время на Русской Службе Новостей Однако в дальнейшем всё произошло ровно наоборот, что совпало с сокращением расходов у NewsMedia.
С первого квартала 2016 года радиостанция заняла пятую строчку среди петербургских медиа по цитируемости, со второго квартала — третье место, обойдя Life78.
В октябре 2015 года радиостанция пережила переформатирования: новостные выпуски тстали выходить каждые 20 минут, основу вещания составили городские новости, репортажи, сводки погоды, информация о ситуации на дорогах, а также влияющие на жизнь города федеральные и международные события; музыка транслировалась только по ночам. Вместе с переформатированием балтийскую нерпу на логотипе сменило изображение микрофона, слоганом стало: «Радио Балтика. Море новостей».
20 декабря 2016 года радиостанция прекратила вещание в рамках массового сокращения сотрудников в компании News Media SPB. На частоте радиостанции велась аудиотрансляция телеканала «Life78», а с осени 2017 года и до конца существования на частоте осуществлялась трансляция звуковой дорожки телеканала «IZ.RU» с отбивками и брендом «Радио Балтика». Периодически в эфире звучали музыкальные композиции (в частности, лирического характера). В ночь с воскресенья на понедельник звучал повтор музыкальной телепередачи «Соль», выходившей на РЕН ТВ по воскресеньям.
С весны 2017 по весну 2019 года на сайте радиостанции было размещено сообщение, о том, что сайт находится на реконструкции.
В октябре 2019 года стало известно о намерениях петербургского журналиста и медиаменеджера Андрея Радина возродить радиостанцию в том формате, что была до 12 октября 2015. Проект будет посвящён памяти Олега Руднова. Был запущен новый сайт. С осени 2019 по настоящее время на нём по выбору редакции размещаются некоторые популярные в Рунете подкасты.
26 октября 2021 года вещание радиостанции было прекращено в связи с продажей частот структуре Газпром-медиа, стоимость среднестатистической санкт-петербургской радиочастоты оценивалась в 2-4 млн долл.. 10 декабря на её бывшей частоте началось вещание молодёжной радиостанции «Like FM».

## Программы
В разные годы в эфире радиостанции выходили следующие программы:
- «Народные новости» (Вера Писаревская),
- «Будильник» (Вера Писаревская),
- «Частушки на Радио Балтика» (Вера Писаревская),
- «Мариинская возвышенность» (Вера Писаревская),
- «Время детей» (Вера Писаревская),
- «От рассвета до заката» (Вера Писаревская),
- «На рассвете» (Вера Писаревская),
- «Аврора» (Вера Писаревская),
- «Балтийская гостиная» (Николай Васильевич и Анна Хачатурян),
- «Еженедельный хит-парад» (Евгений Стаховский)
- «Кадры музыки» (Николай Васильевич)
- «Русско-русский словарь» (Александра Лосева),
- «Подводные камни» (Светлана Тарновская),
- «Гараж» (Алексей Дементьев)
- «Холодная восьмёрка» (Вадим Гущин и Михаил Черняк)

## Награды
- «Золотое перо России» 1998 (программа «Будильник» Веры Писаревской)[7]